# Leo Skiri Østigård
Leo Skiri Østigård (Molde, 28 de noviembre de 1999) es un futbolista noruego que juega como defensa en el Genoa C. F. C. de la Serie A de Italia.

## Trayectoria

### Inicios
En el invierno de 2017 firmó un contrato de tres años con el Molde FK. De cara a la temporada 2018, se fue cedido al Viking Stavanger FK de la Primera División de Noruega.

### Brighton & Hove Albion F. C.
Una vez finalizada la cesión con el Viking, firmó por el Brighton & Hove Albion F. C.

#### Préstamo al San Pauli
El 19 de julio de 2019 se fue cedido al F. C. San Pauli hasta el final de la temporada 2019-20. Debutó con el club de Hamburgo el 31 de agosto siendo suplente en el empate 3-3 contra el Dinamo Dresde. Su primer partido contra su acérrimo rival, el Hamburgo S. V., el "Kiezkicker" se impuso por 2-0, logrando la primera victoria en casa en 59 años contra el equipo local.

#### Préstamo al Coventry City F. C.
El 27 de agosto de 2020 se unió al Coventry City F. C. de la EFL Championship en un acuerdo de préstamo de una temporada. Debutó el 12 de septiembre en el que fue su primer partido en el fútbol inglés, jugó el partido completo en la derrota a domicilio por 2-1 ante el Bristol City F. C. El 27 de febrero de 2021 fue expulsado en un empate a domicilio con el Blackburn Rovers F. C. tras recibir una segunda tarjeta amarilla. Marcó su primer gol en el fútbol inglés el 5 de abril, abriendo el marcador en la victoria por 3-1 en casa contra el Bristol City F. C. Regresó a The Seagulls a falta de dos partidos de la temporada debido a una lesión en el muslo. Disputó 39 partidos de liga marcando dos goles -40 apariciones, dos goles en total- ayudando a The Sky Blues a salvarse en su regreso a la Championship después de ocho años.

#### Préstamo al Stoke City F. C.
El 10 de agosto de 2021 se incorporó al Stoke City F. C. en calidad de cedido para la temporada 2021-22. Debutó esa misma tarde, jugando todo el partido de la victoria por 2-1 en la primera ronda de la EFL Cup en casa contra el Fleetwood Town F. C., en lo que fue también su debut en la Copa de la Liga. Cuatro días después debutó en la liga con los Potters manteniendo la portería a cero en el empate a cero en el campo del Birmingham City F. C. En su tercera aparición marcó el tercer gol del Stoke City al rematar un rebote en la victoria a domicilio por 3-1 sobre el Swansea City F. C. el 17 de agosto. El 27 de diciembre el Brighton lo recuperó de su cesión.

#### Préstamo al Genoa C. F. C.
Firmó con el Genoa C. F. C. en calidad de cedido para el resto de la temporada el 5 de enero de 2022. Debutó cuatro días después, jugando todo el partido de la derrota por 1-0 en casa contra el Spezia Calcio en la liga, en lo que fue su 100.º partido en la carrera del club. El 13 de enero, en el partido a domicilio contra el A. C. Milan en los octavos de final de la Copa Italia, marcó su primer gol en la copa nacional, abriendo el marcador en el 3-1 final tras la prórroga. El 5 de febrero fue sustituido en el empate a domicilio con la A. S. Roma, donde recibió una tarjeta roja directa en el minuto 68. Fue expulsado por segunda vez en cinco partidos, esta vez con dos amarillas a los 24 minutos de juego en la victoria por 1-0 en casa contra el Torino F. C. el 18 de marzo.

### S. S. C. Napoli
El 18 de julio de 2022 fichó por el S. S. C. Napoli. Debutó con la camiseta azzurra el 31 de agosto siguiente, ante el U. S. Lecce. El 26 de octubre, en su debut en la Liga de Campeones contra Rangers F. C., marcó su primer gol con los azzurri (y en la competición), sellando el 3-0 definitivo a favor de su equipo. El 4 de mayo de 2023, en virtud del empate a uno del Napoli en el campo del Udinese Calcio, el defensa noruego ganó el Scudetto, siendo el primer título de su carrera. El 30 de septiembre siguiente marcó su primer gol en la liga italiana, abriendo el marcador en el partido de la séptima jornada de la Serie A, ganado en casa del U. S. Lecce (4-0). Terminó su experiencia en Nápoles después de dos temporadas, durante las cuales totalizó 43 presencias y 3 goles.

### Stade Rennes F. C.
El 30 de julio de 2024 fichó por el Stade Rennes F. C. de la Ligue 1 francesa.

## Selección nacional
Después de haber sido convocado en todas las categorías inferiores, debutó con la selección nacional de Noruega jugando todo el partido y ayudando a mantener la portería a cero en un amistoso contra Eslovaquia el 25 de marzo de 2022.

## Estadísticas

### Clubes
Actualizado al último partido disputado el 3 de noviembre de 2024.
| Club                           | Div.          | Temporada     | Liga  | Liga  | Copas nacionales | Copas nacionales | Copas internacionales | Copas internacionales | Total | Total |
| Club                           | Div.          | Temporada     | Part. | Goles | Part.            | Goles            | Part.                 | Goles                 | Part. | Goles |
| ------------------------------ | ------------- | ------------- | ----- | ----- | ---------------- | ---------------- | --------------------- | --------------------- | ----- | ----- |
| Molde FK · Noruega             | 1.ª           | 2017          | 1     | 0     | 0                | 0                | ―                     | ―                     | 1     | 0     |
| Molde FK · Noruega             | Total club    | Total club    | 1     | 0     | 0                | 0                | 0                     | 0                     | 1     | 0     |
| Viking Stavanger FK · Noruega  | 2.ª           | 2018          | 11    | 0     | 2                | 0                | ―                     | ―                     | 13    | 0     |
| Viking Stavanger FK · Noruega  | Total club    | Total club    | 11    | 0     | 2                | 0                | 0                     | 0                     | 13    | 0     |
| F. C. St. Pauli · Alemania     | 2.ª           | 2019-20       | 28    | 1     | 1                | 0                | ―                     | ―                     | 29    | 1     |
| F. C. St. Pauli · Alemania     | Total club    | Total club    | 28    | 1     | 1                | 0                | 0                     | 0                     | 29    | 1     |
| Coventry City F. C. Inglaterra | 2.ª           | 2020-21       | 39    | 3     | 1                | 0                | ―                     | ―                     | 40    | 3     |
| Coventry City F. C. Inglaterra | Total club    | Total club    | 39    | 3     | 1                | 0                | 0                     | 0                     | 40    | 3     |
| Stoke City F. C. Inglaterra    | 2.ª           | 2021-22       | 13    | 1     | 2                | 0                | ―                     | ―                     | 15    | 1     |
| Stoke City F. C. Inglaterra    | Total club    | Total club    | 13    | 1     | 2                | 0                | 0                     | 0                     | 15    | 1     |
| Genoa C. F. C. · Italia        | 1.ª           | 2021-22       | 15    | 0     | 1                | 1                | ―                     | ―                     | 16    | 1     |
| Genoa C. F. C. · Italia        | Total club    | Total club    | 15    | 0     | 1                | 1                | 0                     | 0                     | 16    | 1     |
| S. S. C. Napoli · Italia       | 1.ª           | 2022-23       | 7     | 0     | 1                | 0                | 3                     | 1                     | 11    | 1     |
| S. S. C. Napoli · Italia       | 1.ª           | 2023-24       | 25    | 1     | 3                | 0                | 4                     | 1                     | 32    | 2     |
| S. S. C. Napoli · Italia       | Total club    | Total club    | 32    | 1     | 4                | 0                | 7                     | 2                     | 43    | 3     |
| Stade Rennes F. C. Francia     | 1.ª           | 2024-25       | 8     | 1     | 0                | 0                | —                     | —                     | 8     | 1     |
| Stade Rennes F. C. Francia     | Total club    | Total club    | 8     | 1     | 0                | 0                | 0                     | 0                     | 8     | 1     |
| Total carrera                  | Total carrera | Total carrera | 147   | 7     | 11               | 1                | 7                     | 2                     | 165   | 10    |

## Palmarés

### Títulos nacionales
| Título  | Club            | País   | Año     |
| ------- | --------------- | ------ | ------- |
| Serie A | S. S. C. Napoli | Italia | 2022-23 |